# Scifelli
Scifelli è una frazione del comune di Veroli, in provincia di Frosinone, distante 6,53 km dal capoluogo. Conta circa 690 abitanti.
Il suo nome deriva probabilmente da "scifo", un antico tipo di vaso solitamente usato per abbeverare gli animali..
Vi sorgono una chiesa, dedicata alla Madonna del Buon Consiglio, e un ex collegio redentorista, annesso alla chiesa. Il complesso, originariamente composto da una cappella lignea dedicata a Santa Cecilia e un piccolo edificio annesso, venne fondato dal sacerdote francese Luigi Arnaud che, su indicazione dei cistercensi della vicina abbazia di Casamari, ne fece dono ai redentoristi, i quali ingrandirono la chiesa e il convento.